# Ucsiha Madara
Ucsiha Madara (うちは マダラ; Hepburn: Madara Uchiha) kitalált szereplő Kisimoto Maszasi Naruto című manga- és animesorozatában.
Az eredeti animében a hangjukat kölcsönző szeijúk: Tobinak Takagi Vataru, Madarának Ucsida Naoja. Tobi angol szinkronhangja Michael Yurchak.